# بوب تايلور (لاعب كريكت)
بوب تايلور (17 يوليو 1941 في المملكة المتحدة - ) (بالإنجليزية: Bob Taylor)‏ هو لاعب كريكت بريطاني. شارك مع منتخب إنجلترا للكريكت. أما مع النوادي، فقد لعب مع نادي مقاطعة ديربيشاير للكريكت ‏.

## وصلات خارجية
- بوب تايلور على موقع إي آس بي آن كريك إنفو (الإنجليزية)